# Il ragno, la ragazza e la ceiba
Il ragno, la ragazza e la ceiba è un mito Agni (Costa d'Avorio) che vuole descrivere la sessualità ed i ruoli sociali. Quindi si tratta di una storia sacra trasmessa per via orale utile anche per rinsaldare e unificare la comunità. Il mito ha la funzione primaria di descrivere come andarono i fatti all'origine della vita, quando da un caos primordiale si diffuse la vita e la morte degli esseri viventi.

## Trama
Un giorno un capo indisse una gara che richiedeva l'abbattimento di una Ceiba, ossia di un grande albero tropicale per mezzo del membro virile maschile. Alla competizione partecipò il ragno, che con un trucco riuscì nell'impresa richiesta ottenendo il premio in palio, costituito da un bue.